# Высокая Гора (станция)
Высо́кая Гора́ — железнодорожная станция Казанского региона Горьковской железной дороги — филиала ОАО «РЖД». Была открыта в 1919 году. Расположена на территории Высокогорского района Республики Татарстан, в посёлке Высокая Гора. Примыкающие перегоны: Кендери — Высокая Гора и Высокая Гора — Бирюли двухпутные, электрифицированные, оборудованы системой трёхзначной односторонней автоблокировки. Имеется пешеходный путепровод. Станция является конечным пунктом для ряда пригородных поездов, также здесь осуществляется грузовая работа. Ответвляются подъездные пути на молокозавод. В 2019—2030 годы планируется строительство новой линия в обход Казани (Зелёный Дол — Высокая Гора).